# Jakov II., kralj Engleske
Jakov II. i VII. (Palača St. James, 14. listopada 1633. – Dvorac Saint-Germain-en-Laye, Francuska, 16. rujna 1701.). Bio je kralj Engleske i kralj Irske kao Jakov II., i kralj Škotske kao Jakov VII. nakon smrti svog starijeg brata, Karla II., 6. veljače 1685.,  te vojvoda Normandije.
Bio je posljednji katolik na prijestolju Engleske, Škotske i Irske. Nakon nekih svojih postupaka i apsolutističkog načina vladavine svrgnut je s vlasti u Slavnoj revoluciji kojom krunu nije preuzeo njegov sin James Francis Edward Stuart, nego njegova kći Marija zajedno sa svojim mužem Vilimom III. Oranskim koji su 1689. postali suvladari.
Nakon što je svrgnut Jakov se pokušao još jednom, vojnim putem, vratiti na prijestolje iskrcavši se u Irskoj 1689., no već u ljeto 1690. biva poražen i vraća se u Francusku gdje do kraja života živi pod zaštitom francuskog kralja Luja XIV.

## Rođenje, mladost i razdoblje do vladavine
Jakov je bio mlađi sina kralja Karla I. i i njegove supruge Henriette, kćerke francuskog kralja Henrika IV. i Marije de Medici. Rodio se u palači St. James 14. listopada 1633. 1644. dobio je titulu vojvode od Yorka. 
Tijekom građanskog rata u Engleskoj ostao je u Oxfordu zajedno s ocem i starijim bratom. Kada je Oxford pao u ruke parlamentarnim snagama 1646. godine, bio je jedno vrijeme zatočen u palači u kojoj je i rođen ali je maskiran uspio pobjeći 1648. i skloniti se u Haag kod svoga brata Karla.  
Za vrijeme prognaništva u Francuskoj Jakov je stupio u francusku vojnu službu, a 1656. godine, kada je njegov brat Karlo II. ušao u savez sa Španjolskom Jakov je stupio u španjolsku vojnu službu.

### Restauracija monarhije
1660., nakon smrti Olivera Cromwella i događaja koji su uslijedili povratkom njegova brata Karla II. na vlast, Jakov je postao pretpostavljeni nasljednik (heir presumptive), no u tome trenutku se činilo malo vjerojatnim da će on naslijediti krunu. U rujnu 1660. g. vjenčao se na Lady Anne Hyde, kćeri Karlovog glavnog ministra.  
Tijekom drugog (1665. – 1667.) i trećeg (1672. – 1674.) rata s Nizozemskom Jakov je bio imenovan visokim admiralom i zapovijedao je kraljevskom mornaricom. Nakon borbi s Nizozemcima na sjevernoameričkom kontinentu, grad New Amsterdam preimenovali su njemu u čast kao vojvodi od Yorka, u New York. Jakov je predvodio i Kraljevsku afričku kompaniju koja je imala udjela u trgovini robljem.  

## Katolička vjera
Jakov je postao katolik 1668. ili 1669. godine, ali je jedno vrijeme to držao u tajnosti. No tu svoju tajnu nije mogao dugo zadržati pa je prodrla u javnost. Kako Jakovljev brat Karlo II. nije imao djece sve izglednijom se činila mogućnost da će ga naslijediti baš Jakov. Jakovljev brat Karlo je u nastaloj situaciji zapovijedio da Jakovljevu djecu treba odgajati kao protestante. No ipak se godine 1673. nije suprotstavljao Jakovljevu braku s katolkinjom Marijom od Modene jer je Jakov u međuvremenu zbog smrti prve supruge Anne 1671. godine postao udovac. Taj brak je još više produbio sumnje u Jakova jer se smatralo da je Marija papina agentica. 
1677. godine, u namjeri da odobrovolji protestantske pristalice Jakov je vjenčao svoju kćer Mariju za protestanta i svog nećaka (sestrinog sina) Vilima III. Oranskog. Unatoč toj koncesiji protestantima, strah od mogućeg katoličkog vladara je i dalje ostao vrlo jak. Godine 1678. izbila je antikatolička histerija kojoj je povodom bila objava stanovitog i neprovjerenog [nedostaje izvor] popisa zavjerenika koji su htjeli ubiti Karla II. da bi za kralja postavili Jakova. Posljedica je bila smaknuće nekolicine nevinih [nedostaje izvor] ljudi kako bi se primirila javnost.
Godine 1679. Parlament se počeo vrlo žestoko suprotstavljati mogućnosti da Karla II. naslijedi Jakov. Jedan od zastupnika, Anthony Ashley Cooper, grof od Shaftesburyja, predložio je zakon kojim bi se Jakova isključilo kao nasljednika krune, a u nasljednu liniju uključi James Scott, vojvoda od Monmoutha, izvanbračni sin Karla II. s Lucy Walter. Torijevci (konzervativci) bili su protiv isključenja, a vigovci (liberali) za isključenje. Bojeći se da ovaj zakon ne bi prošao u parlamentu Karlo II. je u prosincu 1679. raspustio parlament. I sljedeća dva parlamenta (jedan iz 1680. i drugi iz 1681.) su također bili raspušteni iz istih razloga. Zbog svega je Karlo II. 1680. godine morao Jakova udaljiti iz Engleske pa ga je imenovao visokim kraljevskim predstavnikom u Škotskoj pa je Jakov preselio u Edinburgh.
Zbog Karlovog sukoba s parlamentom oko mogućeg Jakovljevog nasljeđivanja krune, neke protestantske pristalice su 1683. skovale urotu kojoj je bio cilj ubojstvo Karla II. i Jakova. Zavjera nije uspjela a urotnici su optuženi za veleizdaju i smaknuti. Jakov se 1684. godine vratio u London ponovno se aktiviravši kao kraljevski visoki admiral.

## Vladavina
Jakovljev brat Karlo II. umro je bez zakonitog potomstva 6. veljače 1685. godine preobrativši se na samrtnoj postelji na katoličanstvo. Jakov ga je naslijedio pod imenom Jakov II., a za kralja je okrunjen u Westminsterskoj opatiji 23. travnja 1685. godine.
U samom početku vladavine Jakov nije naišao na veliku opoziciju, a novi parlament koji se okupio u svibnju 1685. bio je prilično naklonjen Jakovu, te je Jakov čak s parlamentom postigao sporazum oko povećanja svojih prihoda. Ubrzo, već 20. lipnja 1685. Jakov se suočio s velikim izazovom. James Scott, vojvoda od Monmoutha, izvanbračni sin Karla II. s Lucy Walter digao je ustanak s ciljem svrgavanja Jakova ali je ubrzo poražen u bitci kod Sedgemoora, Jakov se s ustanicima brutalno obračunao a vođa ustanka, Jakovljev nećak, James Scott je utamničen u londonskoj tamnici Tower i pogubljen. Da bi se zaštitio od novih ustanaka Jakov je organizirao veliku stajaću vojsku na čije čelo je postavio zapovjednike katolike zbog čega je ubrzo došao u sukob s parlamentom čije je zasijedanje bilo u studenom 1685. odgođeno i nije se više dogodilo za vrijeme kratke Jakovljeve vladavine.
1686. godine nove vjerske napetosti izazvalo je nekoliko kontroverznih Jakovljevih odluka. Prva je bila odluka koja je katolicima omogućavala rad u najvišim kraljevim uredima, a koja odluka je ubrzo i provedena. Sljedeći postupak koji je iritirao protestante bio je prijem u dvor prvog papinskog nuncija od doba Marije I. Nadalje, Jakov je kao svog vjerskog ispovjednika doveo isusovca, oca Edvarda Petra, a naročit izazov protestantima bila je suspenzija nekoliko anglikanaca iz Jakovljevog političkog ureda čime je bila izgubljena politička podrška sa samog početka vladavine.  
Deklaracijom o oprostu (Declaration of Indulgence) i Deklaracijom o slobodi savjesti (Declaration for Liberty of Conscience) iz 1687. Jakov je stavio izvan snage zakone kojima su se kažnjavali katolici i protestanti koji su se preobratili na drugu vjeru. Te deklaracije uz još neke političke poteze kojim se u prvi plan guraju katolici pregrijalo je političku scenu i izazvalo protestantski protuodgovor.

## Slavna revolucija i kraj vladavine
U travnju 1688. Jakov je izdao zapovjed da se Deklaracija o oprostu ima od strane anglikanskih svećenika pročitati u crkvama. To je izazvalo reakciju canterburyjskog nadbiskupa i šest drugih biskupa koji su se Jakovu obratili sa zahtjevom za preispitivanje kraljevske vjerske politike, zbog čega su bili uhićeni pod optužbom klevete. Opću uzbunu u protestantskim redovima izazvalo je rođenje Jakovljevog sina Jakova Franje Edvarda u lipnju 1688., mogućeg katoličkog nasljednika engleske krune. U strahu od katoličke dinastije nekoliko utjecajnih protestanata stupilo je u kontakt i počelo pregovorati s Jakovljevim zetom i protestantom Vilimom III. Oranskim od kojeg su zahtijevali vojnu intervenciju protiv Jakova.   
Do rujna 1688. Vilim se odlučio na intervenciju. Jakov je odbio pomoć francuskog kralja Luja XIV. bojeći se reakcije naroda, te smatrajući da će se moći oduprijeti intervenciji s vlastitom vojskom. Kada se Vilim 5. studenog 1688. iskrcao u Engleskoj svi zapovjednici engleske vojske koji su bili protestanti prešli su na Vilimovu stranu. Čak je i Jakovljeva kći Ana napustila dvor. 
11. prosinca Vilim je s vojskom ušao u London a Jakov se pokušao spasiti skokom u rijeku Temzu ali je ubrzo uhvaćen. Ne želeći od Jakova napraviti mučenika Vilim ga je 23. prosinca pustio da pobjegne u Francusku gdje ga je Luj XIV. primio velikodušno davši mu palaču i visoku mirovinu.  
Vilim je ubrzo sazvao (na neregularan način) parlament koji je 12. veljače 1689. proglasio da je Jakov, pobjegavši iz Engleske u stvari abdicirao i proglasio je prijestolje upražnjenim, a nije ga, po normalnom slijedu nasljeđivanja ponudio Jakovljevu sinu, nego njegovoj kćeri Mariji. Marija je proglašena kraljicom, a utvrđeno je da će vladati zajedno s mužem Vilimom III. Oranskim kao Marija II. Parlament je sve to ozakonio posebnim zakonom (Bill of Rights). Istim zakonom Jakov je optužen za zlouporabe za vrijeme svoje vladavine te su stavljeni izvan snage zakoni kojima su bila ukinuta ograničenja za katolike. Također je utvrđeno da niti jedan katolik više neće moći naslijediti englesko prijestolje, a propisana je i linija nasljeđivanja engleske krune prema kojoj bi krunu trebali naslijediti potomci Vilima III. i Marije II., a ako oni ne budu imali potomaka onda će krunu naslijediti Jakovljeva mlađa kći Ana i njezini potomci.

## Život nakon vladavine i smrt
Uz pomoć francuske vojske Jakov se u ožujku 1689. iskrcao u Irsku. Irski parlament nije u svojim odlukama slijedio odluke engleskog parlamenta nego je proglasio da Jakov ostaje kralj te proglasio važećim sve propise koji se tiču vjerskih sloboda za katolike. Međutim Vilim III. Oranski pokrenuo je vojsku kojom je 1. srpnja 1690. u bici kod Boynea porazio Jakova koji se tom prilikom pokazao kukavicom.
Nakon poraza Jakov je živio u Francuskoj u kraljevskom dvorcu Saint-Germain-en-Laye. Još je jednom, pokušavši sa zavjerom protiv Vilima III. 1696. godine, pokušao doći na vlast. Zavjera nije uspjela. Luj XIV je Jakovu ponudio krunu poljskog kralja no ta inicijativa nije se ostvarila.  Svoje zadnje godine života Jakov je proveo povučeno i pokajnički. Umro je od moždanog udara 1701. godine u dvorcu Saint-Germain-en-Laye. Pokopan je u Parizu u kapeli svetog Edmunda u crkvi engleskih benediktinaca u ulici St. Jacques. Tijekom Francuske revolucije njegov grob je oskrnavljen a Jakovljevi ostaci izgubljeni.
| Prethodnik Karlo II., kralj Engleske | Kralj Engleske | Nasljednik Marija II. i Vilim III. Oranski |